# Parafia św. Jana Chrzciciela w Sosnowcu
Parafia Świętego Jana Chrzciciela w Sosnowcu – rzymskokatolicka parafia, położona w dekanacie sosnowieckim - św. Barbary, diecezji sosnowieckiej, metropolii częstochowskiej w Polsce, erygowana w 1906 roku.